# نيوتن هنري ماسون
نيوتن هنري ماسون (بالإنجليزية: Newton Henry Mason)‏ هو ضابط أمريكي، ولد في 24 ديسمبر 1918 في نيويورك في الولايات المتحدة، وتوفي في 8 مايو 1942 في بحر المرجان في أستراليا.